# Montecorice
Montecorice – miejscowość i gmina we Włoszech, w regionie Kampania, w prowincji Salerno.
Według danych na rok 2004 gminę zamieszkiwały 2474 osoby, 117,8 os./km².